# Пирсон, Бен
Бенджамин Дэвид Пирсон (англ. Benjamin David Pearson; 4 января 1995, Олдем) — английский футболист, полузащитник английского клуба «Сток Сити».

## Клубная карьера
Уроженец Олдема (Большой Манчестер), Пирсон начал тренироваться в футбольной академии «Манчестер Юнайтед» в девятилетнем возрасте. 
8 января 2015 года отправился в аренду в «Барнсли» из Лиги 1. 10 января 2015 года состоялся его профессиональный дебют в матче против «Йовил Таун». 31 января 2015 года забил свой первый гол в матче против клуба «Порт Вейл». В июле 2015 года вновь отправился в аренду в «Барнсли» на следующие полгода. В общей сложности сыграл за «Барнсли» 51 матч и забил 3 гола.
В январе 2016 года перешёл в клуб Чемпионшипа «Престон Норт Энд». 1 октября 2016 года забил свой первый гол за клуб в матче Чемпионшипа против бирмингемского клуба «Астон Вилла».
В июле 2019 года Пирсон признался, что в сезоне 2018/19 получил 14 жёлтых и 3 красные карточки, из-за чего его мать перестала посещать матчи с участием сына.
В общей сложности Пирсон провёл в «Престоне» шесть сезонов, сыграв 165 матчей и забив 2 гола.
29 января 2021 года перешёл в «Борнмут», подписав контракт сроком на три с половиной года. 9 февраля 2021 года дебютировал за клуб в матче Кубка Англии против «Бернли». В сезоне 2021/22 помог команде занять второе место в Чемпионшипе и выйти в Премьер-лигу. 6 августа 2022 года дебютировал в Премьер-лиге, выйдя в стартовом составе «Борнмута» в игре против клуба «Астон Вилла».

## Карьера в сборной
В 2011 году дебютировал за сборные Англии до 16 и до 17 лет.
В 2013 году сыграл за сборные Англии до 18 и до 19 лет.
В октябре 2014 года провёл один матч за сборную Англии до 20 лет (против сверстников из Нидерландов).

## Достижения
Борнмут
- Второе место в Чемпионшипе (выход в Премьер-лигу): 2021/22

Личные достижения
- Награда Джимми Мерфи лучшему молодому игроку года: 2012/13